# Richard Hooker
Richard Hooker, född i mars 1554 i Heavitree (en del av nuvarande Exeter) i Devon, död 3 november 1600 i Bishopsbourne i Kent, var en engelsk teolog och rättsfilosof.

## Biografi
Hooker var en tid från 1579 lärare i hebreiska i Oxford, prästvigdes 1581, var 1585–1591 rektor vid den juridiska utbildningsanstalten the Temple i London och tillbragte sina sista år som kyrkoherde i Bishopsbourne i Kent.
Under sin verksamhet vid the Temple kom Hooker i polemik med den där anställde puritanske predikanten Walter Travers, som i sina eftermiddagspredikningar sökte vederlägga vad Hooker predikat på förmiddagen ("förmiddagspredikningarna talade Canterbury och eftermiddagarna Genève", sades det).
Trött på dessa tvister, sökte sig Hooker bort till en landsförsamling för att där i stillhet utarbeta ett verk om kyrkoförfattningens rätta grundvalar. Så tillkom hans berömda, dock ofullbordade, arbete The laws of ecclesiasticall politie (bok l–4, 1594, bok 5 1597, bok 6–8, i sitt nuvarande skick nog blott delvis av Hookers hand, 1648–1662).
Hooker anses som en av den anglikanska kyrkans förnämsta lärofäder. Han sökte i sitt arbete filosofiskt utveckla förhållandet mellan stat och kyrka samt framhävde i samband därmed i enkla och högstämda ordalag lagens majestät i naturen och den mänskliga sammanlevnaden, dess enhet och alltomfattande karaktär.
Mot puritanerna försvarade han lugnt och sakrikt, mindre med teologiska än med praktiska skäl, den biskopliga kyrkoförfattningen och även den kungliga suprematin. Hookers arbete har för alla tider berett honom en plats bland den engelska prosastilens mästare, och hans allmänna åskådning påverkar ännu den anglikanska teologin.